# Fredrik Vejdeland
Tor Fredrik Vejdeland, född 3 oktober 1978 i Östersunds församling, Jämtlands län, är en svensk byggnadsarbetare och ledande nynazist som sedan februari 2024 är ledare för den nazistiska och av USA terrorklassade organisationen Nordiska motståndsrörelsen (NMR). Han är sedan den 14 juni 2024 av USA klassad som "särskilt utmärkande global terrorist" ("specially designated global terrorist") tillsammans med en riksrådsmedlem i och en avhoppare från NMR. Bedömningen och klassningen gjordes i samband med att hela organisationen NMR blev klassad som en global terrororganisation.

## Biografi

### Tidiga år
Vejdeland är född och uppvuxen i Jämtland och uppger att han tidigt hade en stark fascination för fornnordisk mytologi samt Sveriges kultur och historia. Vejdeland beskriver sitt "nationella uppvaknande" som en långdragen process där han bland annat inspirerades av musikgruppen Ultima Thule. Deras texter fick honom att "identifiera sig med och känna stolthet över mitt folk". Han upplevde en "rasinstinkt" och kände efter en tid "betydelsen av ras- eller judefrågan". Han definierade sig så småningom som nationalsocialist (d.v.s nazist) och anslöt sig år 2000 till dåvarande Svenska motståndsrörelsen.

### Politisk karriär
Vejdeland var 2012 ledande i lanseringen av den nynazistiska webbtidningen Nordfront och var dess chefredaktör 2012–2017.
I februari 2024 övertog Vejdeland rollen som ledare för Nordiska motståndsrörelsen efter Simon Lindberg som varit ledare sedan 2015.
Vejdeland har vid flera tillfällen dömts för hets mot folkgrupp.

### Deltagande i val
Vejdeland kandiderade 2018 i kommunalvalet i Kungälvs kommun där han fick 55 personröster. Partiet fick 103 röster motsvarande 0,34% av rösterna. År 2022 kandiderade han i kommunalvalet i Munkedals kommun där han dock ej var valbar. Partiet fick 8 röster motsvarande 0,12% av rösterna.

### Familj
Fredrik Vejdeland är sambo med Paulina Forslund och de har tillsammans åtta barn.